# Nagrada za najboljšo poslovno knjigo
Nagrada za najboljšo poslovno knjigo je bila ustanovljena leta 2013.
Podeljujeta jo Zbornica knjižnih založnikov in knjigotržcev ter Združenje Manager na Slovenskem knjižnem sejmu za domače ali prevedeno delo s področja ekonomije, poslovanja, upravljanja,...